# Dani Coelho
Daniel Filipe Faria Coelho, detto Dani (Barcelos, 17 gennaio 1990), è un allenatore di calcio ed ex calciatore portoghese, di ruolo difensore.

## Carriera

### Club
Ha giocato nella massima serie dei campionati portoghese e rumeno.

## Statistiche

### Presenze e reti nei club
Statistiche aggiornate al 9 febbraio 2021.
| Stagione        | Squadra         | Campionato      | Campionato | Campionato | Coppe nazionali | Coppe nazionali | Coppe nazionali | Coppe continentali | Coppe continentali | Coppe continentali | Altre coppe | Altre coppe | Altre coppe | Totale | Totale |
| Stagione        | Squadra         | Comp            | Pres       | Reti       | Comp            | Pres            | Reti            | Comp               | Pres               | Reti               | Comp        | Pres        | Reti        | Pres   | Reti   |
| --------------- | --------------- | --------------- | ---------- | ---------- | --------------- | --------------- | --------------- | ------------------ | ------------------ | ------------------ | ----------- | ----------- | ----------- | ------ | ------ |
| 2014-2015       | Penafiel        | PL              | 26         | 0          | CP+CdL          | 1+1             | 0+0             | -                  | -                  | -                  | -           | -           | -           | 28     | 0      |
| 2015-2016       | CFR Cluj        | L1              | 16         | 1          | CR+CdL          | 4+1             | 0+0             | -                  | -                  | -                  | -           | -           | -           | 21     | 1      |
| Totale carriera | Totale carriera | Totale carriera | 42         | 1          |                 | 7               | 0               |                    | -                  | -                  |             | -           | -           | 49     | 1      |